# یوشیرو موری
یوشیرو موری (به ژاپنی: 森 喜朗) زادهٔ ۱۴ ژوئیه ۱۹۳۷، سیاستمدار اهل ژاپن و هشتاد و پنجمین و هشتاد و ششمین نخست‌وزیر این کشور از ۵ آوریل سال ۲۰۰۰ تا ۲۶ آوریل ۲۰۰۱ بوده است.
یوشیرو موری در سال 2001 به دلیل اظهارات جنجالی درباره زنان مجبور به استعفا شد . 